# Spanyol Nemzeti Könyvtár

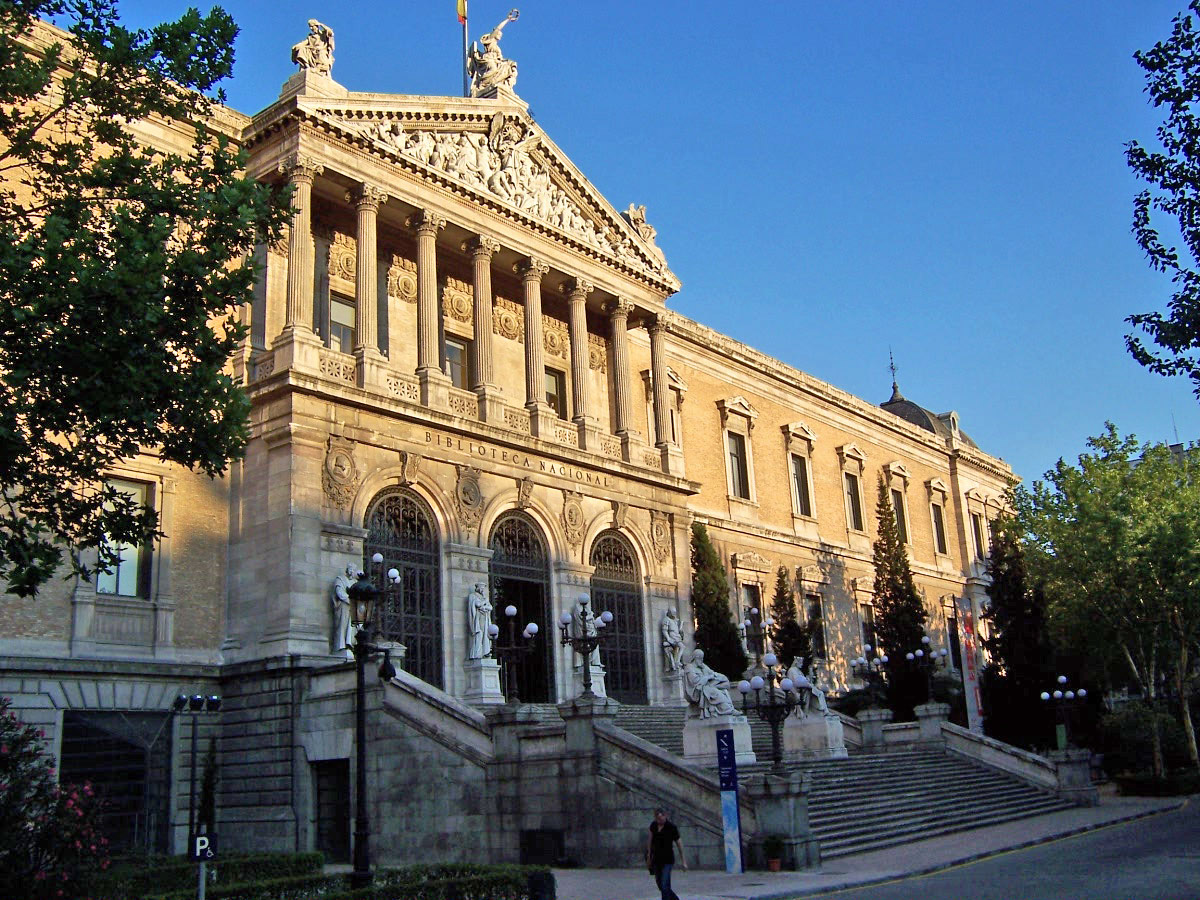
Spanyol Nemzeti Könyvtár, Madrid

A Spanyol Nemzeti Könyvtár (Biblioteca Nacional) Madridban található, Spanyolország legnagyobb könyvtára. V. Fülöp alapította 1712-ben. Az intézménynek ma helyet adó épület 1892-ben készült el.

## Története

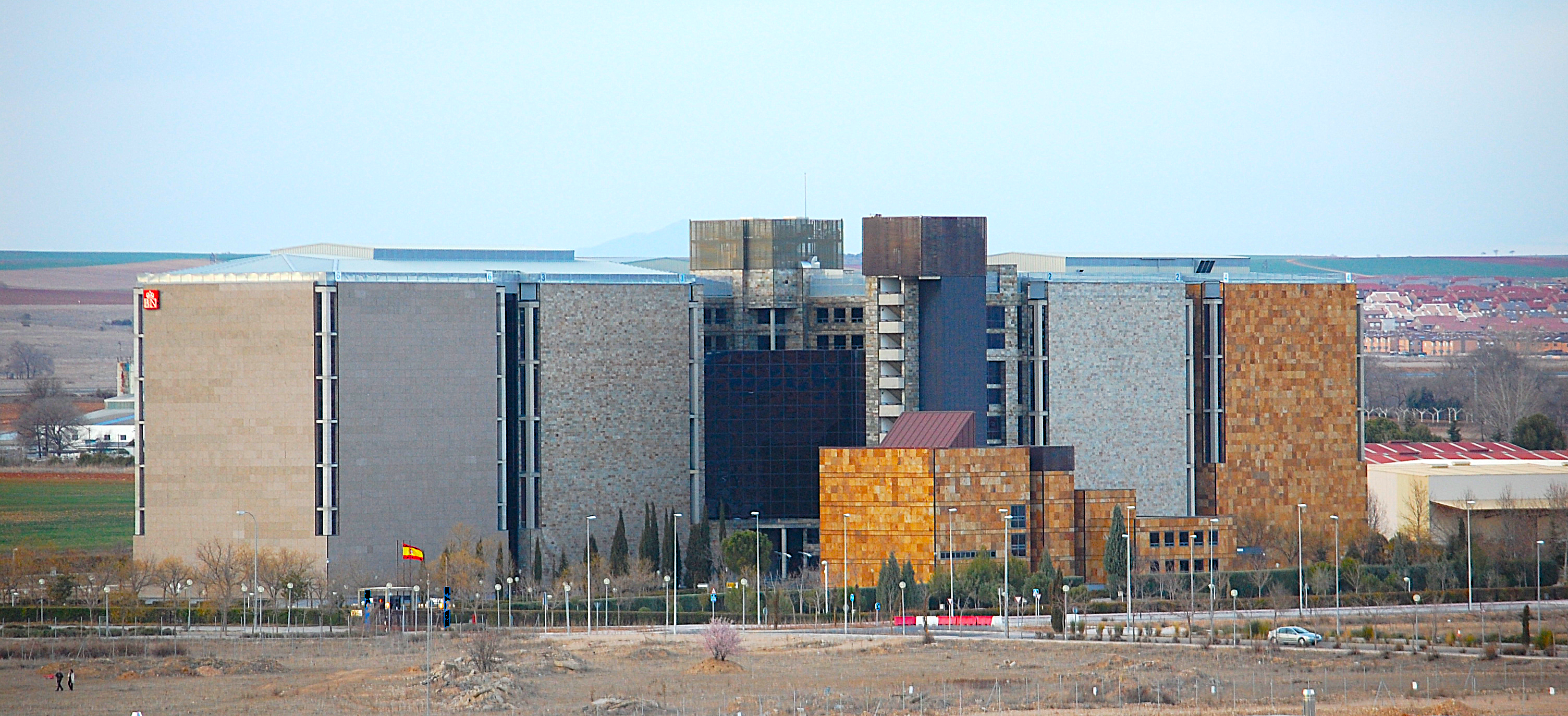
Spanyol Nemzeti Könyvtár, Alcalá de Henares.

V. Fülöp spanyol király alapította a mai Spanyol Nemzeti Könyvtár elődjét 1712-ben, amely már akkor nyilvános könyvtárként működött. Több gyűjtemény összevonásával hozták létre, a királyi palota adott neki otthont. Ebben az időszakban még Királyi Könyvtárnak nevezték a gyűjteményt. Nagyon fontos momentum, az akkor már 8000 kötetes gyűjtemény gyarapodása tekintetében, hogy 1716-ban az uralkodó törvénybe iktatta, hogy az összes Spanyolországban megjelenő könyvből egy példányt be kell küldeni a Királyi Könyvtárba.  A Királyi Palotából először az Alcalá utcába, egy kolostor épületébe, majd 1826-ban Alcañices márki palotájába került a gyűjtemény. A könyvtár 1836-tól állami könyvtárként működött, a mai épület kivitelezését 1866-ban kezdték meg. Először Francisco Jareño y Álarcón tervei alapján, az ő személyes vezetésével indultak meg a munkálatok, de végül nem ő fejezte be az építkezést, hanem utódja,  Antonio Ruíz de Salces. A könyvtár 1892-ben, Amerika felfedezésének 400. évfordulóján készült el, de csak 1894-ben kezdte meg működését.

## A Nemzeti Könyvtár épülete
A Spanyol Nemzeti Könyvtár neoklasszicista stílusú épülete parkkal körülvett, főbejárata a Paseo de Recoletosra néz. A palota főlépcsősorán X. Bölcs Alfonz és Szent Izidor, Sevilla tudós püspökének ülőszobrai fogadják a könyvtárlátogatót. A bejárat mellett jobbról és balról négy szobor látható; E. Antonio de Nebrija humanista tudósnak (az 1492-ben megjelent első spanyol nyelvtan szerzőjének) a szobra, Erasmus barátja, Juan Luis Vives humanista filozófusnak a szobra, és a két nagy író; Lope de Vega és Cervantes szobrai. Ha feltekintünk, a korinthoszi oszlopok felett láthatjuk Agustín Querol Y Subirats szobrász mestermunkáit. A könyvtár tetején Spanyolországot megszemélyesítő nőalak látható, mely Agustín Querol műve. A palotába belépve újabb alkotások fogadnak; a II. Izabellát és férjét ábrázoló szobrokat José Piquer y Duart és Francisco Pérez Valle készítette. Coullaut-Valera munkája Marcelino Menéndez y Pelayo szobra, aki azon kívül, hogy a spanyol kultúra kiemelkedő alakja, a Nemzeti Könyvtárnak egykori igazgatója volt.

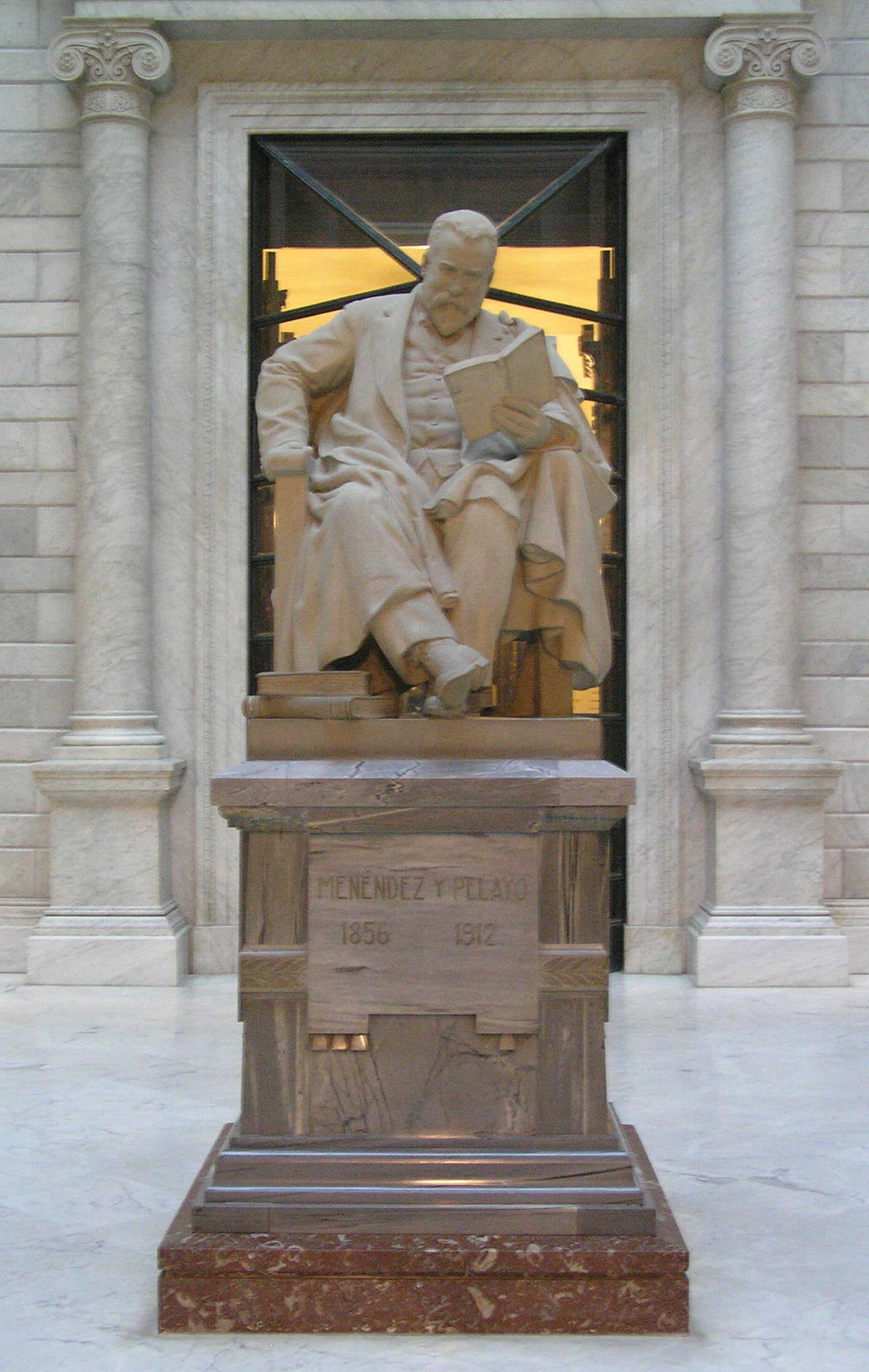
Marcelino Menéndez y Pelayo szobra

## Gyűjteményei
A Nemzeti Könyvtár épületében több gyűjtemény is található a könyvtáron kívül; itt kapott helyet a Nemzeti Levéltár (Archivo Nacional), a Spanyol Bibliográfiai Múzeum és a Rézmetszetek Nemzeti Gyűjteménye. A további termekben időszaki kiállításokat rendeznek.
Maga a Nemzeti Könyvtár gyűjteménye a nyugati szárny első emeletén helyezkedik el. A könyvtár állománya kb. 4-5 millió kötet, ezzel Spanyolország legnagyobb könyvtára. Ez magában foglal többek között 21 ezer kéziratot, 46 ezer könyvritkaságot és 100 ezer rajzot, rézkarcot, például Diego Velázquez és Francisco Goya alkotásait. Megemlítést érdemel még az a több mint 3000 példányt számláló Don Quijote-gyűjtemény, amely Cervantes 30 nyelvre lefordított művének kiadásait tartalmazza.